# Мишин, Иван Константинович
Иван Константинович Мишин (1911—1945) — старший сержант Рабоче-крестьянской Красной Армии, участник Великой Отечественной войны, Герой Советского Союза (1945).

## Биография
Иван Мишин родился в 1911 году в деревне Трухино (ныне — Мещовский район Калужской области). После окончания неполной средней школы работал бригадиром в колхозе. В 1943 году Мишин был призван на службу в Рабоче-крестьянскую Красную Армию. С 1944 года — на фронтах Великой Отечественной войны.
К апрелю 1945 года гвардии старший сержант Иван Мишин был помощником командира взвода 84-го гвардейского стрелкового полка 33-й гвардейской стрелковой дивизии 43-й армии 3-го Белорусского фронта. Отличился во время штурма Кёнигсберга. 8 апреля 1945 года во время штурма вражеского опорного пункта Мишин обнаружил и уничтожил вражескую огневую точку, после чего открыл по противнику огонь из трофейного пулемёта, уничтожив 47 солдат и офицеров противника и обратив остальных в бегство, благодаря чему сумел захватить опорный пункт в одиночку. Противник предпринял три контратаки, но Мишин всех их отбил, уничтожив 28 солдат и офицеров противника, ещё 9 взяв в плен. В последующих боях Мишин пропал без вести.
Указом Президиума Верховного Совета СССР от 29 июня 1945 года за «мужество, отвагу и героизм, проявленные в борьбе с немецкими захватчиками» гвардии старший сержант Иван Мишин посмертно был удостоен высокого звания Героя Советского Союза. Также был награждён орденами Ленина и Отечественной войны 2-й степени.
В честь Мишина названа улица в Калининграде.